# 彼得森 (印地安納州)
彼得森（英語：Peterson）是位於美國印地安納州亞當斯縣的一個非建制地區。該地的面積和人口皆未知。

## 地理
彼得森的座標為40°48′47″N 85°00′53″W / 40.81306°N 85.01472°W，而該地的平均海拔高度為249米（即817英尺）。